# Реймер (Колорадо)
Реймер (англ. Raymer) — місто (англ. town) в США, в окрузі Велд штату Колорадо. Населення — 110 осіб (2020).

## Географія
Реймер розташований за координатами 40°36′28″ пн. ш. 103°50′39″ зх. д. / 40.60778° пн. ш. 103.84417° зх. д. (40.607764, -103.844234).  За даними Бюро перепису населення США в 2010 році місто мало площу 1,88 км², уся площа — суходіл. В 2017 році площа становила 2,04 км², уся площа — суходіл.

## Демографія
Згідно з переписом 2010 року, у місті мешкало 96 осіб у 37 домогосподарствах у складі 30 родин. Густота населення становила 51 особа/км².  Було 55 помешкань (29/км²).
Расовий склад населення:
| - 97,9 % — білих - 1,0 % — корінних американців |

До двох чи більше рас належало 1,0 %. Частка іспаномовних становила 8,3 % від усіх жителів.
За віковим діапазоном населення розподілялося таким чином: 26,0 % — особи молодші 18 років, 55,2 % — особи у віці 18—64 років, 18,8 % — особи у віці 65 років та старші. Медіана віку мешканця становила 44,5 року. На 100 осіб жіночої статі у місті припадало 104,3 чоловіків;  на 100 жінок у віці від 18 років та старших — 97,2 чоловіків також старших 18 років.
Середній дохід на одне домашнє господарство  становив 57 827 доларів США (медіана — 51 875), а середній дохід на одну сім'ю — 60 618 доларів (медіана — 58 125). За межею бідності перебувало 19,8 % осіб, у тому числі 29,2 % дітей у віці до 18 років та 0,0 % осіб у віці 65 років та старших.
Цивільне працевлаштоване населення становило 39 осіб. Основні галузі зайнятості: роздрібна торгівля — 35,9 %, освіта, охорона здоров'я та соціальна допомога — 17,9 %, оптова торгівля — 10,3 %, будівництво — 10,3 %.